# Masquefa
Masquefa település Spanyolországban, Barcelona tartományban. Lakosainak száma 10 038 fő (2024).

## Földrajza
Masquefa Els Hostalets de Pierola, Sant Esteve Sesrovires, Sant Llorenç d’Hortons és Piera községekkel határos.

## Közlekedés
A település az FGC vasúttársaság Llobregat–Anoia-vasútvonala vonalán fekszik, melyen Barcelona is könnyedén megközelíthető.

## Népesség
A település lakosságának változását az alábbi diagram mutatja:
| Lakosok száma | 240  | 1417 | 1168 | 1084 | 2449 | 6680 | 8168 | 8406 | 9211 | 10 038 |
|               | 1717 | 1887 | 1936 | 1960 | 1986 | 2004 | 2009 | 2014 | 2019 | 2024   |